# René de Chambrun
René Aldebert Pineton de Chambrun né à Paris le 23 août 1906 et mort le 19 mai 2002 dans cette même ville, est un avocat d'affaires. Il est membre de la famille Pineton de Chambrun et le gendre de Pierre Laval.

## Biographie

### Famille
René de Chambrun est le fils de Jacques Aldebert de Chambrun (1872-1962), général de corps d'armée, et descendait de La Fayette par sa grand-mère paternelle Marie Henriette Hélène Marthe Tircuy de Corcelle (fille de l'homme politique et diplomate Francisque de Corcelle).
Ses oncles paternels sont Pierre de Chambrun, Charles de Chambrun et, par alliance, Pierre Savorgnan de Brazza.
Sa mère Clara Eleanor Longworth (1873-1954), citoyenne américaine, écrivain spécialiste de Shakespeare, est la sœur de Nicholas Longworth (1869-1931), membre éminent du Parti républicain, gendre de Theodore Roosevelt et président (1925-1931) de la Chambre des représentants des États-Unis. De ce fait, René de Chambrun possédait la double nationalité française et américaine. Il eut comme parrain le président des États-Unis William Howard Taft et Philippe Pétain.

### Années de formation
Il fait ses études au collège Stanislas de Paris. Il est licencié ès lettres, docteur en droit et diplômé de l'École libre des sciences politiques.
Il se spécialise dans le droit international privé et devient avocat à la cour d'appel de Paris et au barreau de New York.
Membre du Stade Français, il est sélectionné pour la finale de rugby à XV du Championnat de France contre le Stade toulousain, le 13 février 1927. Malade, il doit décliner sa sélection.
De 1929 à 1934, il vit aux États-Unis. En 1931, il fait visiter les États-Unis au maréchal Pétain, qu'il connaît depuis son enfance, venu avec son père le général de Chambrun représenter la France au 150e anniversaire de la bataille de Yorktown dirigée par le comte de Rochambeau. Il sert d'interprète au maréchal Pétain lors de ce voyage. Le maréchal le surnomme le « petit lapin ».

### Avocat
En 1934, il s'installe à Paris en tant qu'avocat dans l'immeuble de la National City Bank, 52, avenue des Champs-Élysées, dont son père est le président. Sa première cliente est Coco Chanel qui prévoyait des difficultés avec Pierre Wertheimer, propriétaire de la société Bourjois, avec lequel elle s'était associée pour lancer le No 5. Le cabinet de Chambrun et associés devint un important cabinet d'avocats d'affaires.
Le 19 août 1935, il épouse à Sainte-Clotilde, Josée Laval (2 avril 1911 Paris-9 janvier 1992 Paris), fille unique de Pierre Laval et de Jeanne Claussat (fille du Dr Claussat, député-maire de Châteldon), surnommée « Chérie-Chérie » par son ami Paul Morand. Parmi les témoins figurent le général Pershing et la tante de René, Alice Roosevelt Longworth. Le couple a une vie très mondaine, se liant à Louise de Vilmorin, Marie-Laure de Noailles, Florence Jay-Gould, André Fraigneau, Coco Chanel, Henri Sauguet, Arletty, etc.
La même année, il achète à son cousin Louis de Lasteyrie, le château de La Grange-Bléneau à Courpalay qui avait appartenu à La Fayette. Sa femme et lui le restaurent avec soin.

### Seconde Guerre mondiale
Mobilisé en août 1939, comme lieutenant au 162e régiment d’infanterie de forteresse, il est affecté en novembre comme officier de liaison au corps expéditionnaire britannique pendant la Seconde Guerre mondiale. Le 27 mai 1940, il est nommé capitaine et attaché militaire adjoint à Washington. Il rentre en France à la fin d'août 1940 et rencontre le maréchal Pétain et a indiqué qu'il avait obtenu de Roosevelt l'envoi de vivres en zone libre si Pétain acceptait de faire une déclaration en faveur des États-Unis et de faire cesser les attaques contre les Britanniques. Démobilisé, il repart quelques jours après avec sa femme et fait une tournée de conférences dans les principales villes américaines en présentant son livre I saw France fall. Will she rise again?. Il rentre en France en février 1941, son beau-père ayant été évincé du pouvoir en décembre 1940.
Proche de son beau-père, il rencontre fin mars 1942, le maréchal Pétain à Vichy, ce qui aurait pu avoir une influence sur le retour de Laval au pouvoir.

### Après-guerre
À la Libération, il se cache quelque temps avec sa femme dans les environs de Paris, mais n'ayant pas eu une part active dans la vie politique malgré leurs nombreuses relations mondaines avec le milieu vichyste et allemand, ils ne sont pas inquiétés. L'instruction ouverte à son encontre par la cour de justice de la Seine sera classée sans suite le 11 août 1948. Il prépare les axes de la défense de son beau-père avec les avocats Jacques Baraduc et Albert Naud.
Se joignant à la piété filiale de sa femme, il se fait le défenseur ardent de la mémoire de Pierre Laval, en publiant de nombreux ouvrages. Il décrit notamment Pierre Laval comme un syndic de faillite. Il confie une partie de ses archives sur son action et celle de Pierre Laval pendant la guerre à la Fondation Hoover.
Chambrun est engagé par le roi Pierre II de Yougoslavie lorsque celui-ci demande le divorce en 1953 ; le couple se réconcilie deux ans plus tard. Il a représenté Coco Chanel lorsqu'elle a poursuivi Pierre Wertheimer pour récupérer les droits de commercialisation de son parfum, No 5. Wertheimer a réglé l'affaire et Chanel est devenue millionnaire. En 1970, Chambrun a défendu le magnat grec du transport maritime Stávros Niárchos à la suite de fausses allégations selon lesquelles il aurait tué son ex-femme, Eugenia Livanos. En outre, Chambrun a été engagé par la fille de Somerset Maugham pour prouver qu'elle était bien la fille de ce dernier.
Il continue à diriger son cabinet toujours situé au 52, avenue des Champs-Élysées, qui sera jusque dans les années 1980 un des principaux cabinets d'avocats d'affaires franco-américains.
En 1960, il succède à son père comme président de la cristallerie Baccarat dont il fut l'actionnaire majoritaire et qu'il apporta à sa fondation Josée-et-René-de-Chambrun.

### Interventions médiatiques
Il fait partie des personnalités interrogées dans le documentaire Le Chagrin et la Pitié en 1969. Il y déclare notamment que « mon beau-père [...] était un homme qui aujourd'hui serait appelé centriste », et que contrairement aux autres pays européens, seuls 5 % des Juifs français déportés ne sont pas revenus vivants ; le réalisateur Marcel Ophüls le corrige en précisant que cette statistique ne concerne que les Juifs « non-dénaturalisés », les autres Juifs n'ayant eu que 5 % de survivants parmi les déportés comme dans le reste de l'Europe.
Pour la sortie de son livre Pierre Laval devant l'Histoire, éditions France-Empire, Paris, 1983 il intervient le 15 juillet 1983 à l'émission Apostrophes de Bernard Pivot pour y défendre la mémoire de son beau-père Pierre Laval. Il y soutient que Laval a pris le rôle d'un syndic de faillite afin de limiter les exigences de l'occupant.

### Fin de vie, hommages et distinctions
Comme sa mère, il fut docteur honoris causa de l'université Xavier de Cincinnati, président puis président d'honneur de la branche française des Fils de la révolution américaine, membre du Jockey Club, du Stade français, de l'Automobile Club de France et du golf de Saint-Cloud.
Sans postérité, il crée avec sa femme la Fondation Josée-et-René-de-Chambrun.
Il est inhumé avec sa femme Josée, Pierre Laval et l'épouse de ce dernier, Jeanne, au cimetière du Montparnasse à Paris.

### Résidences
- 6 bis, place du Palais Bourbon 7e arrondissement de Paris appartement acheté à Alexis Mdivani dont le plafond du salon a été décoré par son beau-frère José Maria Sert.
- Argizagita, villa « Au clair de lune » près de Biarritz.
- Château de La Grange-Bléneau à Courpalay.
- Château de Châteldon.

## Œuvres
- Les Emprunts sur titres et le marché de l'argent à New-York, éditions Rousseau & Cie, 1932.
- (en) I Saw France Fall. Will She Rise Again ?, New-York, éditions William Morrow & Cie, 1940.
- Un Français chez les Lincoln. Lettres inédites adressées pendant la guerre de Sécession par Adophe de Chambrun à son épouse restée en France, Paris, éditions Perrin, 1976.
- Les Prisons de La Fayette. 10 ans de courage et d'amour, Paris, éditions Perrin, 1977 (Prix Broquette-Gonin).
- Général comte de Chambrun sorti du rang, M. Jullian, 1980.
- Pierre Laval devant l'Histoire, éditions France-Empire, Paris, 1983.
- Et ce fut un crime judiciaire : Le « Procès » Laval, Paris, éditions France-Empire, 1984.
- 1940 : Les 2 600 000 otages français d'Hitler, Paris, éditions France Empire, 1988.
- Mes Combats pour Pierre Laval, documents inédits, Paris, éditions Perrin, 1990.
- Ma Croisade pour l'Angleterre - juin 1940, Paris, éditions Perrin, 1992.

### Sources et bibliographie
- Arnaud Chaffanjon, La Fayette et sa descendance, Berger Levraud, 1976.
- Yves Pourcher, Pierre Laval vu par sa fille d'après ses carnets intimes, Le cherche midi, 2002.